# 大岡敏昭
大岡 敏昭（おおおか としあき、1944年 - 2021年）は、日本の建築学者。専攻は住宅計画学、住宅史学。過去の日本の住居の研究で知られる。熊本県立大学名誉教授。初期は、日記や現地の実測等を通して近世下級武士住宅などに着目したが、後期は隠遁者の住宅や中国の住宅と日本の住宅との関連から日本住宅史を再考した。

## 経歴
神戸市生まれ。九州大学大学院博士課程（建築学専攻）修了。1987年「旧藩領域からみた農家住宅平面構成に関する実証的研究」で工学博士。日本文理大学講師、1984年に助教授。1991年、福山大学教授。1992年、熊本女子大学教授。1994年、校名変更で熊本県立大学教授。2008年、定年退任、名誉教授。

## 著書
- 『藩制と民家 藩領域からみた民家の成立と発展』相模書房　1990
- 『住空間の計画学 すまいの原理・歴史・計画』相模書房　1996
- 『日本の風土文化とすまい すまいの近世と近代』相模書房　1999
- 『幕末下級武士の絵日記 その暮らしと住まいの風景を読む』相模書房　2007
- 『日本の住まいその源流を探る 現代から古代-中国の住まい』相模書房　2008
- 『江戸時代日本の家 人々はどのような家に住んでいたか』相模書房　2011
- 『三人の詩人たちと家　牧水・白秋・啄木──その暮らしの風景』里文出版　2018

## 参考
- 江戸時代 日本の家―人々はどのような家に住んでいたか - 紀伊國屋書店BookWeb